# Yoann Lachor
Yoann Lachor (Aire-sur-la-Lys, 17 gennaio 1976) è un ex calciatore francese, di ruolo difensore.

## Carriera
Lachor ha iniziato la sua carriera come parte dell'accademia giovanile del club francese RC Lens. Lachor ha contribuito con 27 presenze quando la sua squadra ha vinto la 1997-98 French Division 1. Ha lasciato il club nel 2000, per passare in prestito agli svizzeri del Servette FC, prima di tornare al Lens. Nel 2006, ha lasciato il suo club per ragazzi per unirsi al CS Sedan, prima di passare alla squadra di Ligue 2 US Boulogne nel 2008 aiutando il club a raggiungere la Ligue 1 nel 2009.

## Palmarès

### Club

#### Competizioni nazionali
- Campionato francese: 1

Lens: 1997-1998
- Coppa di Lega francese: 1

Lens: 1998-1999